# Llista d'exploracions
Aquesta llista d'exploracions és una cronologia que fa un recompte de les principals expedicions científiques, comercials, religioses o militars que van contribuir a l'expansió del coneixement geogràfic de les diferents civilitzacions.

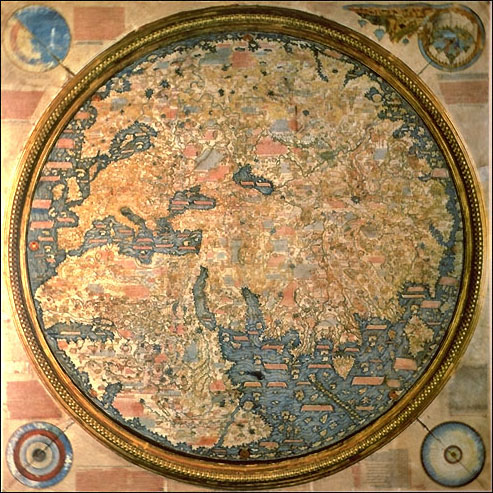
El mapa de Fra Mauro, acabat al voltant de 1459, mostra el món conegut llavors. Seguint la pràctica estàndard del moment, el sud està a la part superior. El mapa mostra Àsia, Àfrica i Europa.

## Edat antiga

### Primeres civilitzacions
Vers el 2320 aCCampanyes militars de Lugalzagesi d'Uruk, el qual crea un imperi que va des del mar Inferior fins al mar Superior, creant la primera imatge històrica del món conegut.

### Època grecoromana
Vers el 600 aCEl faraó Necó II envia una expedició fenícia que circumnavega Àfrica, de creure al relat d'Heròdot.
Vers el 500 aCHannó el Navegant emprèn una expedició des de Cartago circumnavegant la costa africana fins probablement l'illa de Bioko i Camerun.
464 aC - 456 aCEl grec Heròdot d'Halicarnàs emprèn un viatge per l'antic Egipte i per l'Imperi Persa, deixant testimoni de les seves aventures en els "Nou llibres de la Història ".
Vers el 450 aCEl navegant cartaginès Himilcó creua les Columnes d'Hèrcules i circumnavega Europa fins a les Illes Britàniques.
399 aCEl militar i historiador grec Xenofont acompanya Cir el Jove en una expedició militar contra l'Imperi Persa (l'expedició dels deu mil), i deixa testimoni de seu viatge a l'Anàbasi.
336 aC - 324 aCAlexandre el Gran emprèn campanyes militars des del Regne de Macedònia fins a l'Índia i obre el món oriental al coneixement hel·lènic.
Vers el 330 aCPitees de Marsella, arriba i traspassa l'illa de l'estany a la Gran Bretanya.
Vers el 130 aCLes expedicions militars de l'Emperador Han Wudi de l'Imperi Han i l'enviament del seu enviat imperial Zhang Qian ajuden a expandir el coneixement geogràfic xinès cap a l'Àsia central. S'obre la Ruta de la Seda.
58 aC - 50 aCEl conqueridor Juli Cèsar domina les Gàl·lies, i deixa testimoni del que hi va trobar en el seu llibre De bello gallico.
Vers el 50 aCViatges d'Estrabó, que va recórrer bona part de l'Imperi Romà, i va escriure llibres d'història i geografia.
Vers el 150Pausànies viatja per Grècia i fa les seves observacions de viatger en la seva Descripció de Grècia, obra cabdal pels viatgers neoclàssics del segle xviii.
Vers el 160Registres xinesos esmenten l'arribada d'una caravana a Loyang, procedent des de l'Imperi Romà.
Vers el 400Patrici d'Irlanda viatja a Irlanda per evangelitzar els seus habitants.

## Edat mitjana

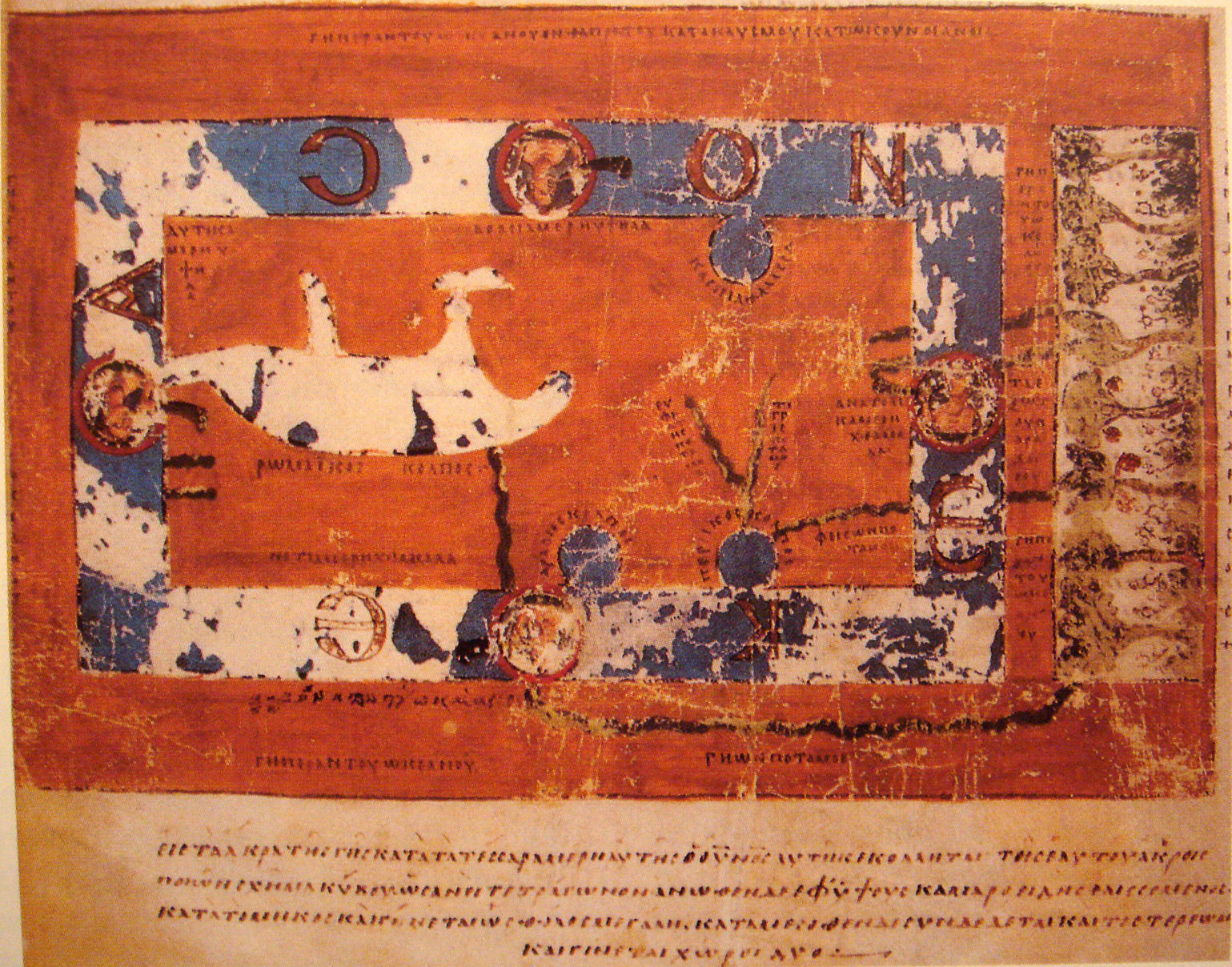
Mapamundi antic, obra de Cosme Indicopleustes.

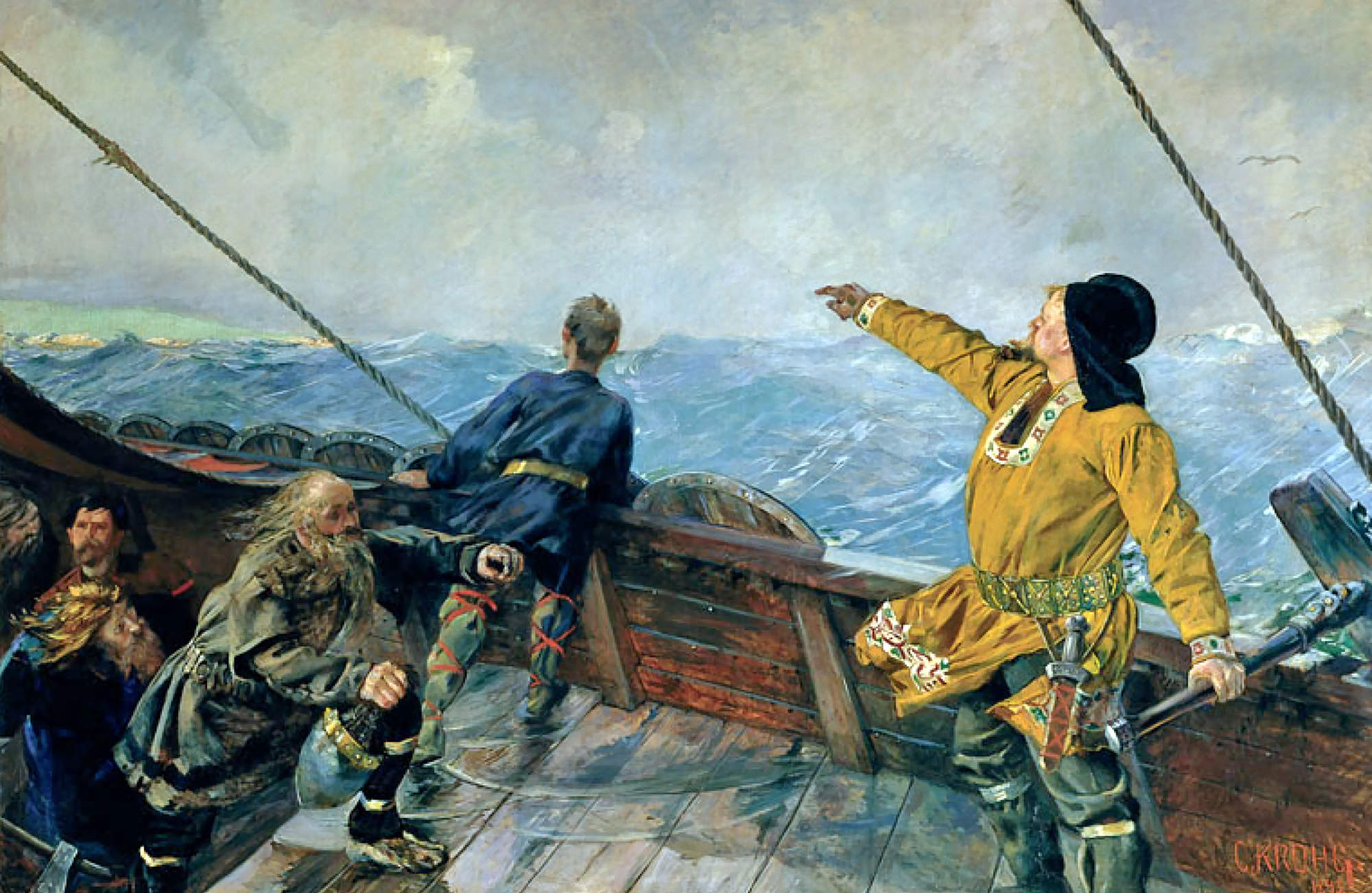
Leif Erikson descobreix Amèrica.
Christian Krogh (1893)

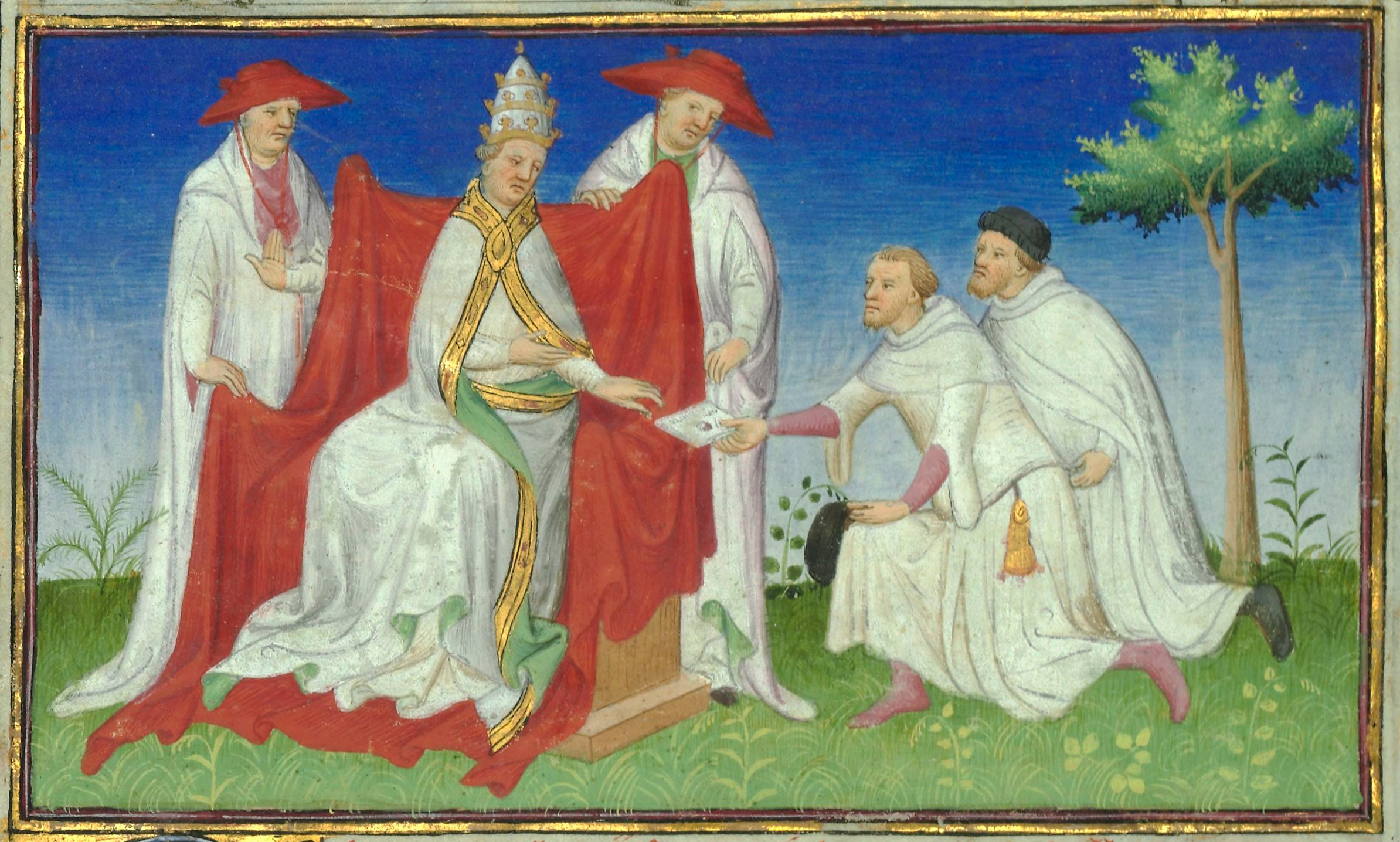
Niccolo i Matteo Polo lliurant una carta de Khublai Khan al Papa Gregori X el 1271.

Vers l'any 500Monjos budistes procedents de la Xina inicien la conversió religiosa del Japó.
516Data temptativa en què Brandan de Conflert hauria navegat per l'oceà Atlàntic.
Vers l'any 550El mariner alexandrí Cosme Indicopleustes viatja fins a l'Índia i Sri Lanka i deixa testimoni del seu viatge en la seva obra Topografia cristiana.
716 - 754inici dels viatges de Bonifaci de Fulda, per evangelitzar als germànics:
- Primer viatge: en 716 viatja a Frísia (actual Països Baixos).[2]
- Darrer viatge: torna a Frísia cap a 754, essent martiritzat.[3]

### Exploracions vikingues
Vers el 850Naddoddr, un viking de les illes Fèroe, es desvia de la seva ruta i descobreix Islàndia. El també viking Gardar Svavarsson n'és el primer poblador el 875.
Vers el 900El navegant noruec Gunnbjörn Ulfsson albira Groenlàndia, sense arribar a desembarcar. També Snaebjörn Galti arriba anys després a l'illa i intenta fundar allà una colònia.
981 - 984L'explorador viking Eric el Roig arriba Groenlàndia, on passa tres anys. Se'l considera el descobridor oficial de l'illa.
1000Leif Erikson, fill d'Eric el Roig, arriba a Vinland, el que actualment seria Terranova.

### Expedicions en terres mongoles
1245 - 1248Enviat pel Papa, Giovanni da Pian de Carpini viatja de Lió al Karakorum. A part de la seva missió diplomàtica, escriu valuosos informes sobre els mongols.
1253 - 1255Viatge de Guillaume de Rubrouck al Karakorum i tornada.
1271 - 1295Marco Polo viatja a la Xina i deixa testimoni del seu viatge en el Llibre de les meravelles.

### Segle XIV
1325començament del viatge d'Ibn Battuta, que durarà 28 anys.
1322 - 1356Juan de Mandeville relata en el Llibre de les meravelles del món un viatge de 34 anys per Àsia, fins a la Xina; no se sap amb certesa si realment va viatjar o compila viatges aliens.
Després de 1300Primers viatges de catalans i genovesos per l'oceà Atlàntic.

## Era dels Descobriments

### Segle XV

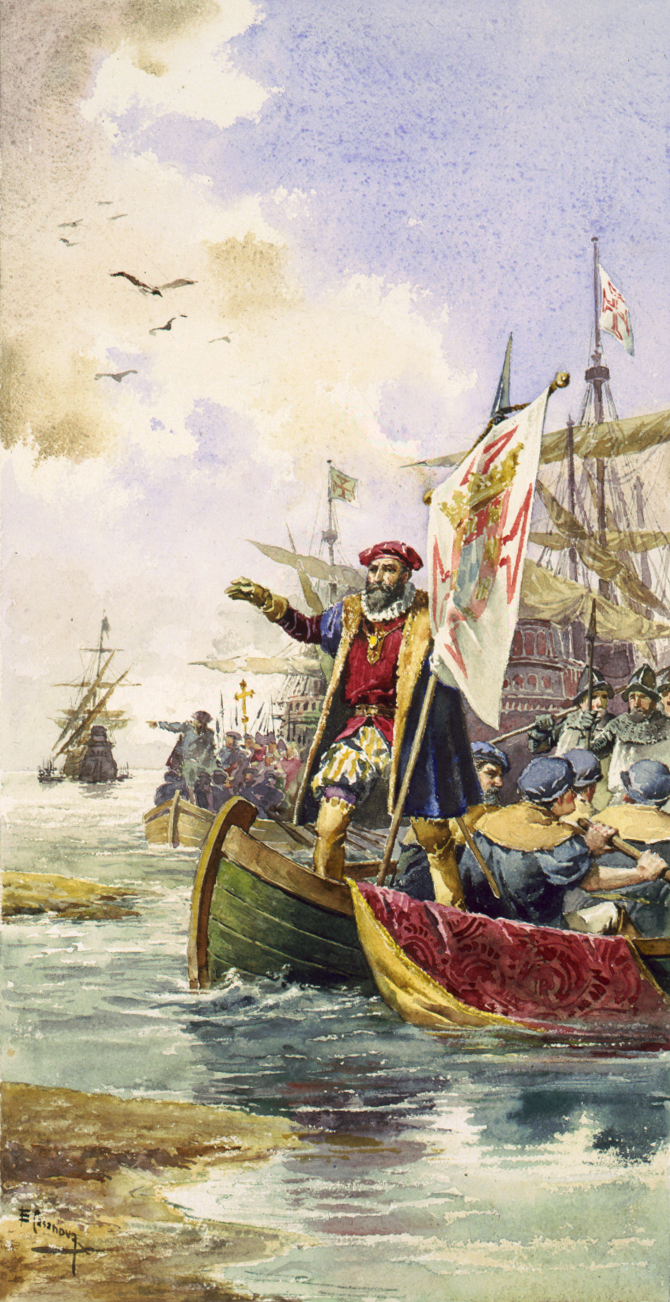
Vasco da Gama arribant a Calicut. Il·lustració a Os Lusíadas, 1880 per Ernesto Casanova.

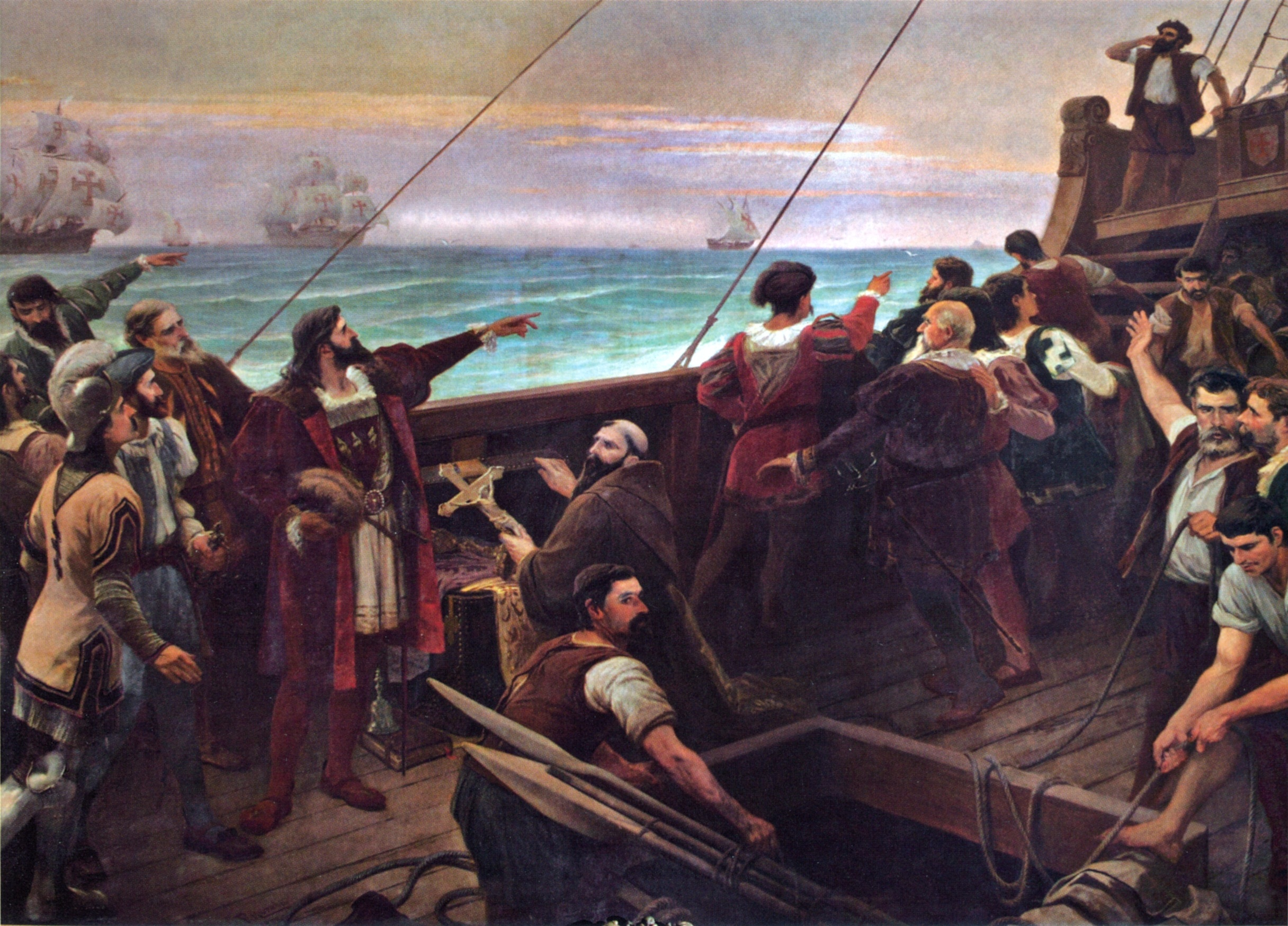
Pedro Álvares Cabral (centre-esquerra, assenyalant) mirant cap a la costa brasilera el 22 d'abril de 1500.

1404Juan de Bethencourt, cavaller normand, va emprendre la Conquesta de les Illes Canàries amb permís d'Enric III de Castella.
1405 - 1433L'almirall xinès Zheng He va fer tres expedicions per l'oceà Índic.
1414 - 1439Niccolò da Conti recorre l'oceà Índic.
1418descobriment de l'illa de Porto Santo per João Gonçalves Zarco i Tristão Vaz Teixeira.
1419Gonçalves i Vaz descobreixen Madeira
1427Diogo de Silves va veure l'illa de Santa Maria, a les illes Açores i possiblement l'Illa de São Miguel.
1434Gil Eanes passa el cap Bojador al Marroc, límit sud del món conegut pels europeus de la seva època.
1443Nuno Tristão supera el Cap Blanc.
1444Dinis Dias supera la desembocadura del riu Senegal i arriba fins a la Península de Cap Verd.
1446Dinis Dias desembarca a l'illa de Gorée, a la badia de Dakar, i arriba fins al riu Gàmbia.
1444Alvise Cadamosto explora les illes de Cap Verd.
1458Diogo Gomes navega pel golf de Guinea i descobreix la costa de Guinea
1462Pedro de Sintra arriba a Sierra Leona.
1472Hipotèticament, el navegant portuguès João Vaz Corte-Real podria haver descobert i remuntat el riu Hudson, després de navegar les costes canadenques i les de l'illa de Terranova.
1472Fernão do Pó descobreix l'illa de Bioko, coneguda durant molts anys pel seu nom.
1473Lopo Gonçalves és el primer europeu a superar la línia de l'Equador.
1482Diogo Cão arriba a la desembocadura del riu Congo.
1485-86Cão supera el Cap Cross, a Namíbia.
1487 - 1490Pêro da Covilhã i Afonso de Paiva són enviats per Joan II de Portugal com a comerciants d'amagat en un viatge per terres àrabs per preparar futurs viatges. Paiva mor, però Covilhã arriba fins a l'Índia, i després recorre la costa occidental d'Àfrica en vaixells musulmans i s'instal·la a Etiòpia. El 1490 fa arribar el seu informe al rei i mai més torna a Portugal.
1488Bartolomé Díaz passa el Cap de les Tempestes o Cap de Bona Esperança.
1492 - 1504Viatges de Cristòfor Colom, que posen en contacte Amèrica amb Europa:
- - Primer viatge (1492 - 1493): Arriba l'illa de San Salvador (Bahames), Cuba i la Hispaniola, descobrint oficialment Amèrica, encara que la creu part de les Índies.[9]
  - Segon viatge (1493 - 1496): Emprèn noves exploracions a les Antilles, descobrint la Dominica, Guadeloupe, i altres Petites Antilles; també descobreix Puerto Rico i Jamaica.[9]
  - Tercer viatge (1498 - 1500): Limita les exploracions i emprèn tasques de colonització.
  - Quart viatge (1502 - 1504): Arriba per primera vegada el continent americà pròpiament tal.[9]

1497Descobriment del Canadà per John Cabot.
1497 - 1499Viatge de Vasco da Gama a les Índies pel Cap de Bona Esperança. El 1498 Vasco da Gama arriba a Calicut, a l'Índia.
1499Alonso de Ojeda inicia el seu viatge per Veneçuela, primer dels anomenats "viatges menors".
1500Vicente Yáñez Pinzón recorre la costa nord del que ara és Brasil i el 26 de gener veu el riu Amazones.
1500Pedro Álvares Cabral arriba a la costa de Brasil
1500Juan de la Cosa traça el primer mapa del Nou Món
1500Gaspar Corte-Real descobreix "Terra Verde" (probablement Terranova).
1500João Fernandes arriba al Cap Farewell, Groenlàndia.
1500Diogo Dias descobreix Madagascar.
1500Rodrigo de Bastidas explora la costa de Colòmbia, des del cap de la Vela fins al golf d'Urabá.

### Segle XVI

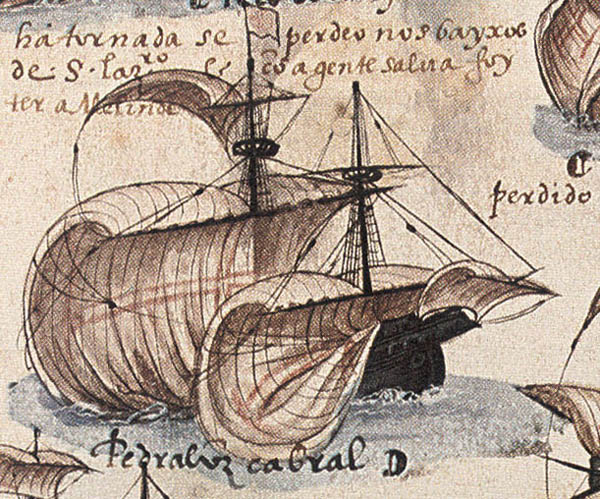
Vaixell de Cabral des del qual vaveure el Brasil per primera vegada el 22 d'abril de 1500. Del manuscrit Memória das Armadas que de Portugal passaram à Índia.

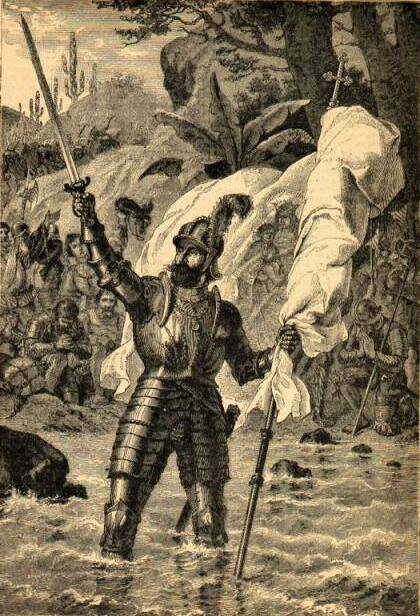
Balboa reclamant la possessió del "Mar del Sud".

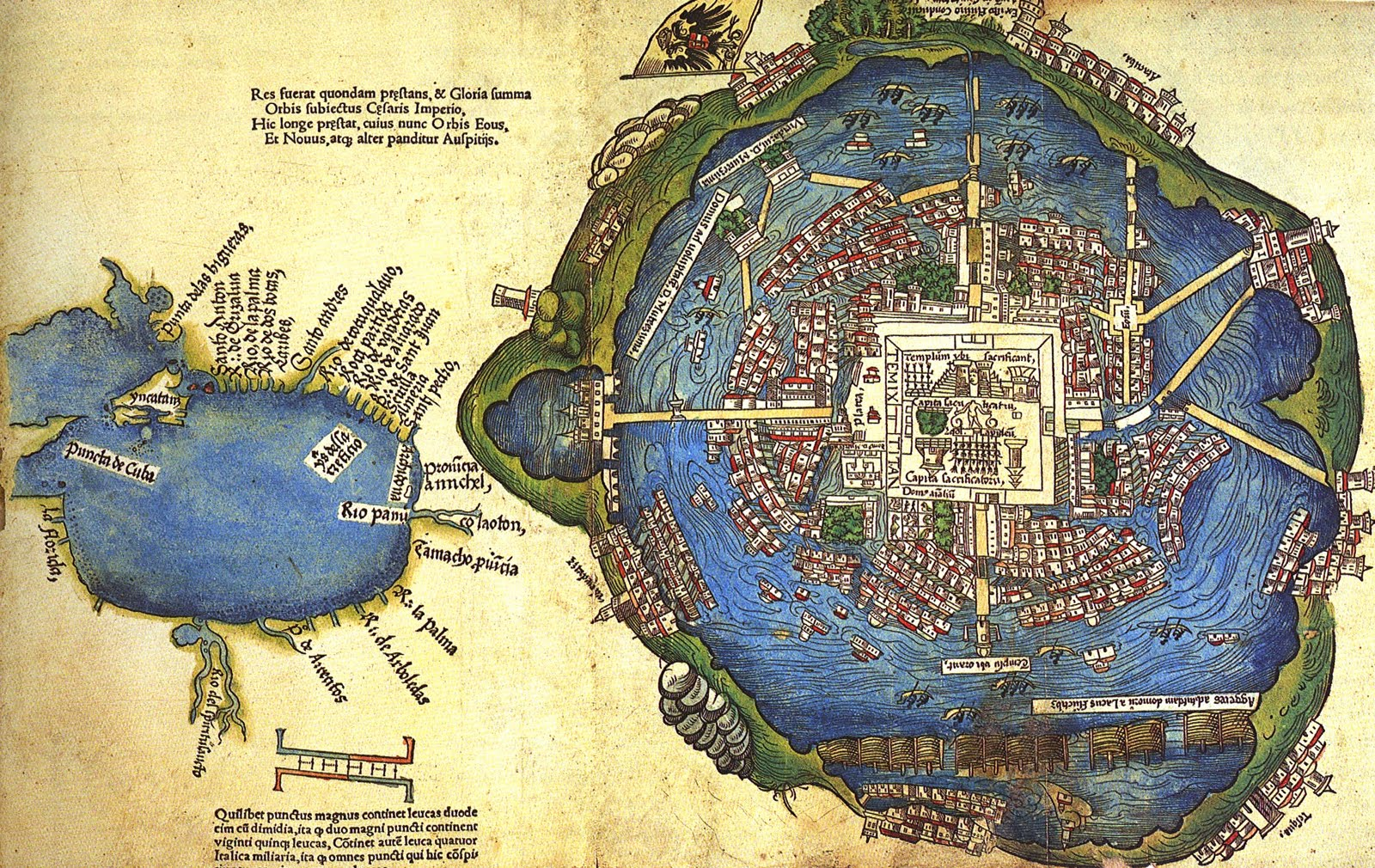
Mapa de la ciutat de Tenochtitlán i el golf de Mèxic fet per un home de Cortés, 1524, Newberry Library, Chicago.

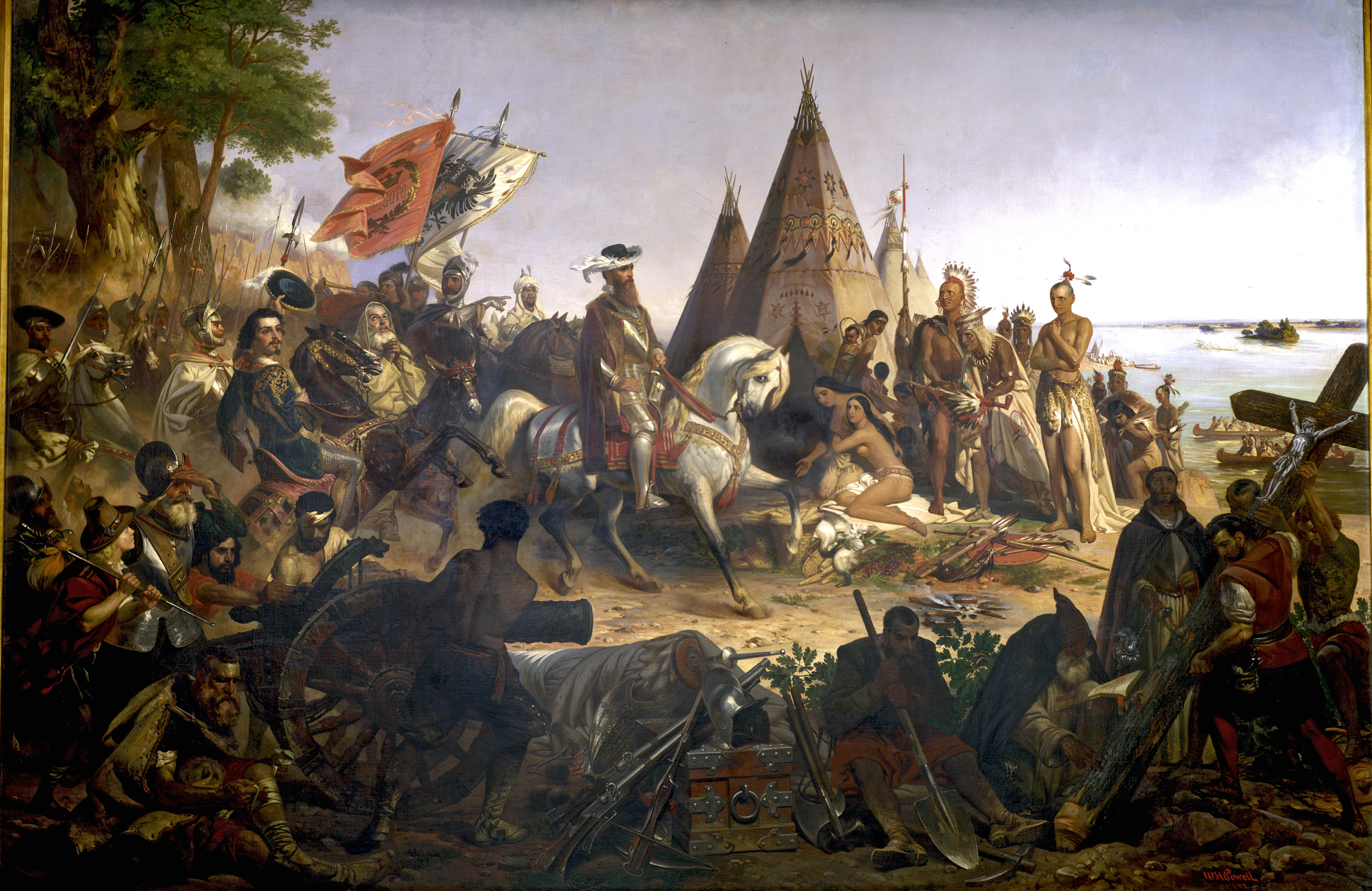
Discovery of the Mississippi, de William H. Powell (1823–1879), és una representació romàntica de quan Soto veié el Mississipi per primera vegada. Es troba penjat a la Rotonda del Capitoli dels Estats Units.

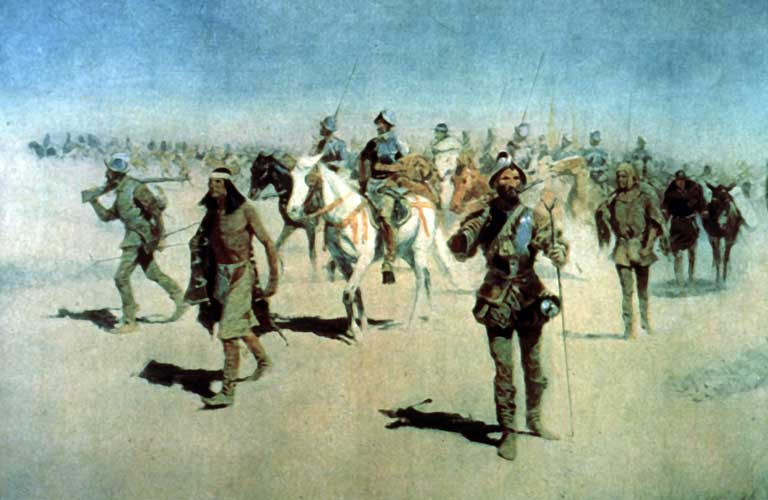
Coronado dirigint-se cap al nord, per Frederic Remington, 1861-1909.

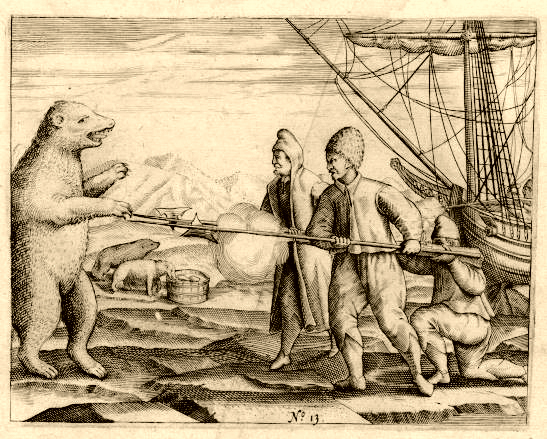
Tripulació de Willem Barentsz lluitant amb un ós blanc, 1596.

1502Gonçalo Coelho descobreix "Rio de Janeiro" (Badia de Guanabara).
1502 - 1503Colom explora les terres compreses entre Guanaja, a l'actual Hondures, fins a l'actual frontera entre Panamà i Colòmbia.
1505Juan de Bermúdez descobreix Bermuda.
1506Lourenço de Almeida arriba a les Maldives i Sri Lanka.
1506Tristão da Cunha descobreix l'illa de Tristan da Cunha.
1509Diogo Lopes de Sequeira arriba a Sumatra i Malaca.
1511Duarte Fernandes porta una missió diplomàtica al Regne d'Ayutthaya (Tailàndia).
1511Expedició d'Alfons d'Albuquerque a la conquesta de Malaca.
1511Rui Nunes da Cunha encapçala una missió diplomàtica a Pegu.
1511 - 1512António de Abreu navega a través de l'estret de Malaca, entre Sumatra i Bangka, i a través de les costes de Java, Bali, Lombok, Sumbawa i Flores (Indonèsia) fins a les "Illes de les Espècies" (Illes Moluques).
1513Jorge Álvares arriba a la costa de la Xina, a l'illa de Nei Lingding al delta del riu Perla.
1513Vasco Núñez de Balboa creua l'istme de Panamà i descobreix l'oceà Pacífic.
1513Juan Ponce de León descobreix "La Florida" (Florida).
1514 - 1515António Fernandes arriba a l'actual Zimbabwe.
1515Gonzalo de Badajoz travessa l'istme de Panamà per Nombre de Dios, arribant fins a l'interior de la Península d'Azuero.
1516Juan Díaz de Solís arriba a l'estuari que anomena "La Mar Dulce", actualment Río de la Plata.
1516Mercaders portuguesos arriben a Da Nang i Txampa, a l'actual Vietnam).
1518Lorenzo de Gomez descobreix Borneo.
1518Juan de Grijalva explora la costa mexicana des de "Patouchan" (Champotón) fins al nord del riu Pánuco.
1519Hernán Cortés viatja de Villa Rica de la Vera Cruz fins a la capital asteca de Tenochtitlan, al llac Texcoco.
1519Alonso Álvarez de Pineda navega per tot el golf de Mèxic i descobreix el "Pare de les aigües" (el Mississipi).
1519Gaspar de Espinosa navega per la costa est de l'actual Panamà i Costa Rica fins al golf de Nicoya.
1519 - 1522Fernão de Magalhães salpa des d'Espanya, descobreix l'estret de Magallanes, dona el seu nom definitiu a l'oceà Pacífic, i en morir a les Illes Mariannes, el seu navegant Juan Sebastián Elcano el relleva i completa la primera circumnavegació de la Terra.
1521Francisco Gordillo i Pedro de Quexos troben la desembocadura del riu que anomenen "Rio de San Juan Bautista" (potser Winyah Bay a la desembocadura del Pee Dee River a l'actual Carolina del Sud).
1522Gil González Dávila explora terra ferma partint del golf Nicoya, descobrint el Llac Nicaragua, mentre el seu pilot Andrés Niño explora la costa cap a l'oest, tot descobrint el golf de Fonseca i potser arribant fins a la costa sud-oest de l'actual Guatemala.
1524Giovanni da Verrazzano explora la costa oriental dels actuals Estats Units fins al voltant de Cape Fear a Maine; descobreix la desembocadura del riu Hudson.
c. 1524Aleixo Garcia viatja cap a l'oest de l'illa Santa Catarina, travessant el riu Paraná (potser veient les Cascades de l'Iguaçú) fins al Paraguai prop de la ciutat d'Asunción, per posteriorment creuar el Gran Chaco cap als Andes i la frontera Inca, en algun indret entre Mizque i Tomina a l'actual Bolívia.
1524 - 1525Francisco Pizarro i Diego de Almagro exploren des de Punta Piña (7° 56′ N) a la costa sud de Panamà fins al riu San Juan (4° N), a la costa est de Colòmbia.
1525Esteban Gómez arriba a Penobscot Bay, Maine.
1525Els portuguesos arriben a les "Celebes" (Sulawesi).
1525 - 1526Expedició de García Jofre de Loaisa a les Illes Moluques.
1526Alonso de Salazar descobreix les illes Marshall (atol Bokak).
1526 - 1527Jorge de Meneses descobreix Nova Guinea.
1526 - 1528Pizarro i el seu pilot Bartolomé Ruiz exploren la costa oest d'Amèrica del Sud, des del riu San Juan fins al riu Santa (vers els 9° S); van ser els primers a navegar per les costes de l'Equador i el Perú.
1527Expedició de Pánfilo de Narváez a la Florida.
1527 - 1528Sebastià Cabot explora diversos centenars de quilòmetres del riu Paranà, fins més enllà de la unió amb el Paraguai.
1528Diogo Rodrigues explora les illes Mascarenyes (descobertes per Pedro Mascarenhas), posant nom a les illes Reunió, Maurici i Rodrigues.
1528 - 1536Álvar Núñez Cabeza de Vaca i tres més són els únics supervivents d'un grups de diversos centenars de colons que viatgen des de la costa occidental de la Florida fins al riu Sinaloa, al nord de Mèxic, on es troben amb traficants d'esclaus espanyols.
1531Diego de Ordaz remuntà l'Orinoco fins als ràpids d'Atures, a la confluència amb el riu Meta.
1532 - 1533Pizarro explora i conquereix Cajamarca (ciutat del Perú) i Cuzco.
1533Fortún Jiménez troba la punta de la península de Baixa Califòrnia.
1534Jacques Cartier explora el golf de Sant Llorenç, descobrint les illes d'Anticosti i del Príncep Eduard.
1535Fra Tomás de Berlanga descobreix les Illes Galápagos.
1535Cartier remunta "La Grande Rivière" o "La Rivière de Hochelaga" (l'actual riu Sant Llorenç) fins a la vila d'Hochelaga (actualment Mont-real).
1535Simón de Alcazaba y Sotomayor fa una expedició a l'estret de Magallanes.
1535 - 1537Diego de Almagro encapçala una expedició que partint de Cuzco es dirigeix cap al sud, seguint els camins inques fins al sud-oest del llac Titicaca, creuant l'altiplà i la vall de Salta fins a Copiapó; un destacament continua cap al sud fins al riu Maule. Per tornar Almagro pren la ruta costanera, a través de Desert d'Atacama.
1536Pedro de Mendoza funda Buenos Aires.
1539Francisco de Ulloa navega fins a l'entrada del golf de Califòrnia, resseguint tota la Baixa Califòrnia fins a l'illa Cedros, establint que la Baixa és una península.
1539 - 1543Expedició d'Hernando de Soto per bona part del sud dels actuals Estats Units, sent el primer europeu a travessar els Apalatxes (per sobre les muntanyes Blue Ridge) i el Mississipi.
1540Hernando de Alarcón remunta el riu Colorado fins a la unió amb el riu Gila prop de l'actual Yuma (Arizona).
1540 - 1542Francisco Vásquez de Coronado busca les mítiques Set Ciutats de Cibola. Envia petites avançades i en una d'elles García López de Cárdenas descobreix el Gran Canyó, mentre en una altra es troba una ciutat d'or anomenada Quivira, a l'actual Kansas, que més tard fou visitada per Coronado, tot i que no hi trobà or.
1540Segon viatge a Amèrica de Álvaro Núñez Cabeza de Vaca: descobriment de les cascades de l'Iguaçú.
1540Francisco de la Ribera amb Francisco de Camargo i Alonso de Camargo fan una expedició a l'estret de Magallanes.
1541 - 1542Francisco de Orellana navega pel riu Amazones.
1541 - 1552Viatges del missioner Francesc Xavier a Àsia (Índia, Malaca, Xina Japó).
1542 - 1543Juan Rodríguez Cabrillo explora la costa de l'actual Baixa Califòrnia, des de Punta Baja fins al riu Russian, descobrint les illes Santa Bàrbara. Després de la seva mort, el seu segon, Bartolomé Ferrelo, arriba fins a Point Arena.
1542 o 1543Fernão Mendes Pinto, Diogo Zeimoto i Cristovão Borralho arriben a Tanegashima, Japó.
1543Ruy López de Villalobos descobreix tres illes (Fais, Ulithi i Yap) a les Carolines i vuit atols (Kwajalein, Lae, Ujae, Wotho, Likiep, Wotje, Erikub i Maloelap) a les illes Marshall.
1543Jean Alfonse explora el riu Saguenay, creient que es troba al "mar de Catai".
1553Expedició de Francisco de Ulloa i Francisco Cortés Ojea a l'estret de Magallanes.
1553Hugh Willoughby busca el pas del Nord-est per sobre Rússia, arribant fins a l'illa Kolgúiev o Nova Terra.
1556Steven Borough arriba fins a l'estret de Kara, entre Nova Terra i l'illa Vaigatx.
1557 - 1559Expedició de Juan Fernández Ladrillero i Francisco Cortés Ojea a la costa xilena entre Valdivia (39° 48′ S) i el Canal de Santa Barbara (54° S); la primera a entrar a l'estret de Magallanes pel costat oest i recorre'l d'anada i tornada.
1565Miguel López de Legazpi descobreix Mejit, Ailuk i Jemo a les illes Marshall, mentre els seus subordinats Alonso de Arellano descobreix Lib, al mateix grup d'illes, així com cinc illes més (Oroluk, Chuuk, Pulap, Sorol i Ngulu) a les illes Carolines. El 1571 Legazpi funda Manila.
1568Álvaro de Mendaña descobreix les illes Solomon.
1576 - 1578viatges de Martin Frobisher a l'illa de Baffin, tot buscant el pas del Nord-oest i descobriment de la badia de Frobisher.
1577 - 1580Francis Drake completa la segona volta al món.
1580Pedro Sarmiento de Gamboa i Juan de Villalobos fan una expedició a l'estret de Magallanes.
1580Thomas Cavendish fa una expedició a l'estret de Magallanes.
1581 - 1582Iermak Timoféievitx i els seus homes travessen els Urals i arriben fins a Isker, a la riba del riu Irtix (prop de l'actual Tobolsk).
1581 - 1584Diego Flores de Valdés i Pedro Sarmiento de Gamboa fan una expedició a l'estret de Magallanes per fortificar i poblar la zona.
1585John Davis explora l'estret de Davis, arribant fins als 66° 40′ N; i també navega fins a la Badia Cumberland, creient que ha trobat el "pas fins a Catai".
1587Davis navega fins a la costa oest de Groenlàndia fins a arribar als 72° 46′ N (al voltant de l'actual Upernavik).
1590John Childley, corsari anglès, fa una expedició a l'estret de Magallanes.
1592Davis descobreix les illes Malvines.
1594Richard Hawkins, corsari anglès, fa una expedició a l'estret de Magallanes.
1595Mendaña descobreix les illes Marqueses.
1596Willem Barentsz descobreix Spitsbergen, a les Svalbard.
1599Jacob Mahu i Simon de Cordes, navegants holandesos, fan una expedició a l'estret de Magallanes.
1599Olivier van Noort, navegant holandès, fa una expedició a l'estret de Magallanes.

### Segle XVII

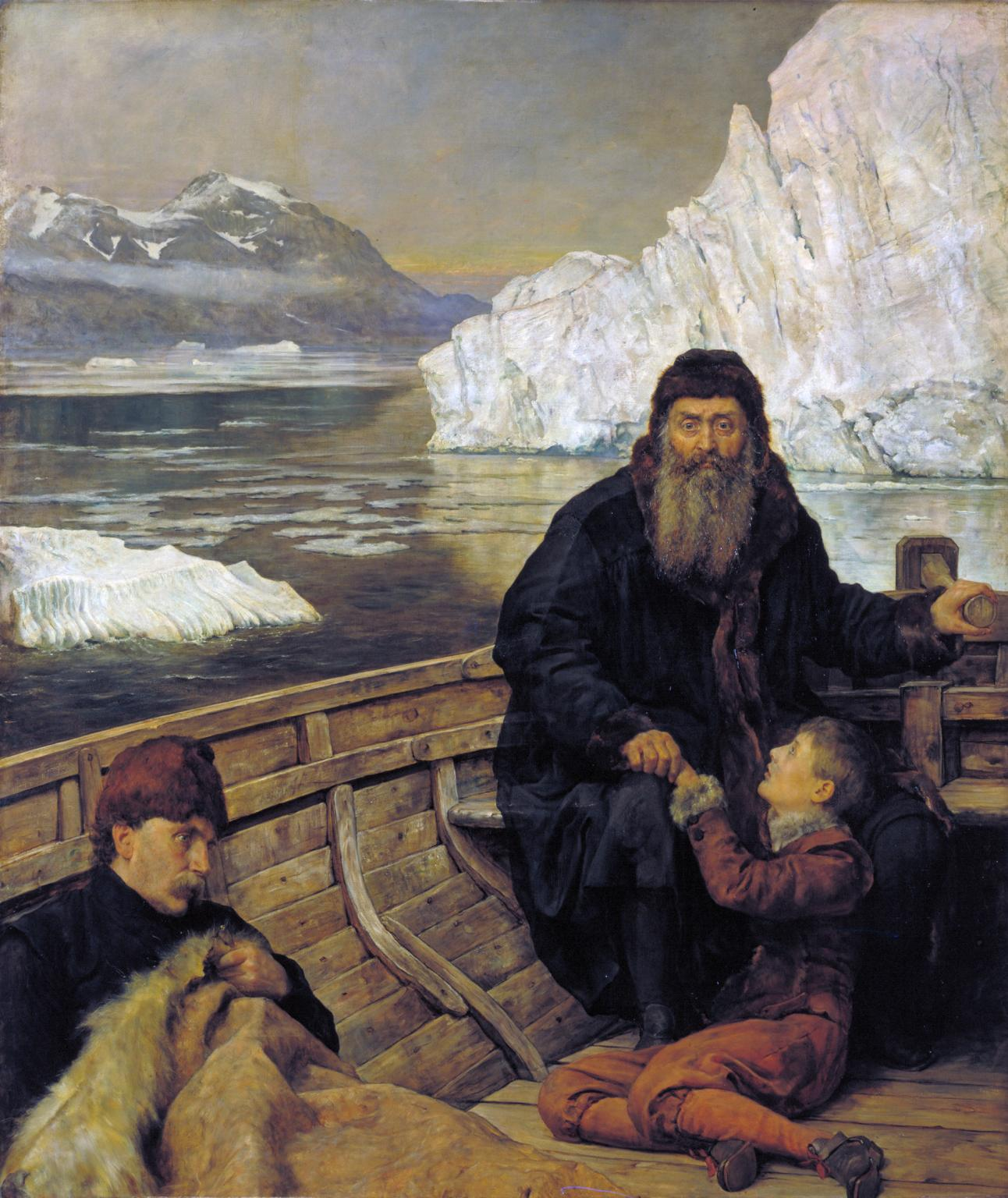
Pintura de John Collier, amb Henry Hudson a la deriva.

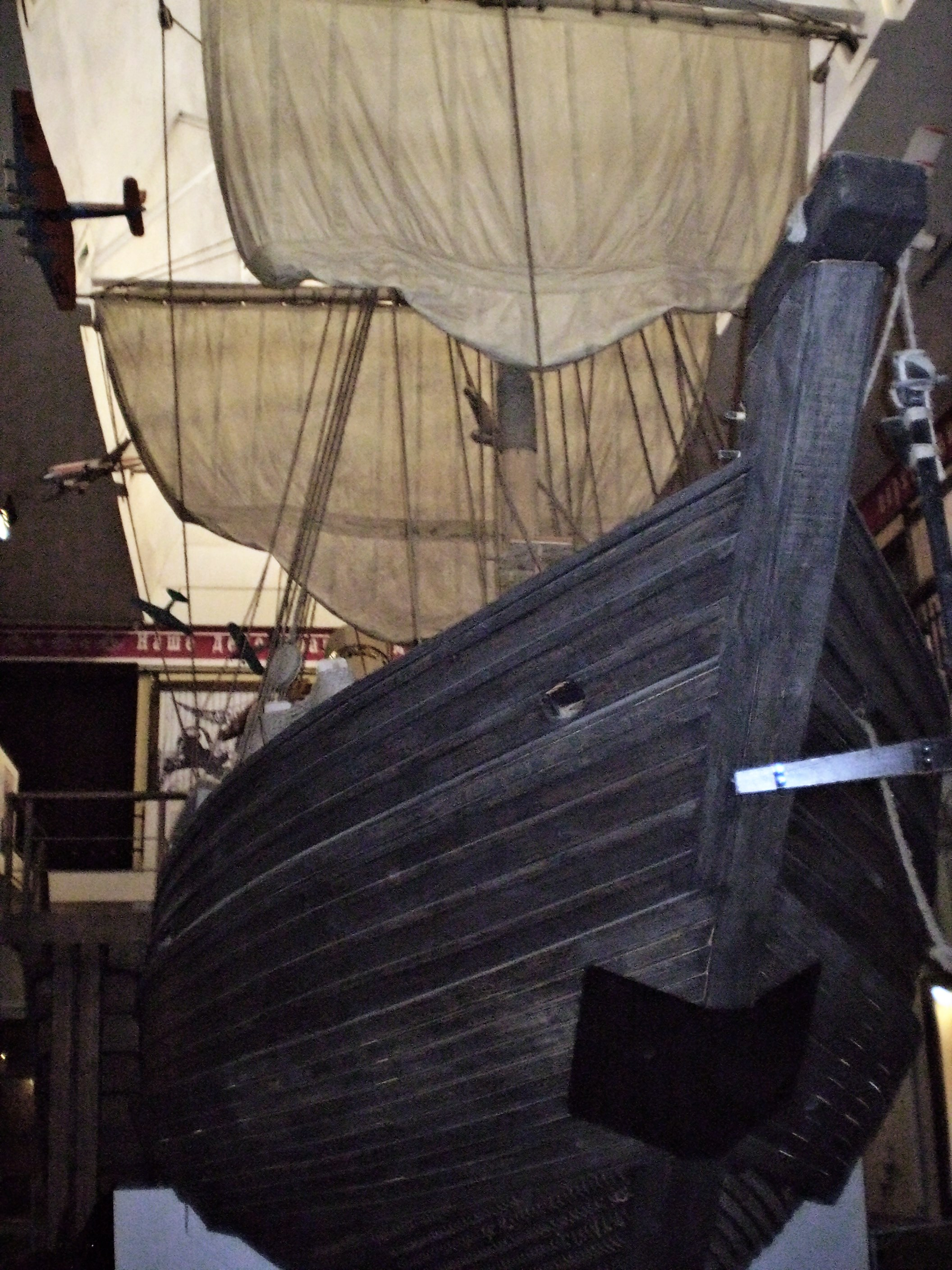
Un kotx del al museu de Krasnoiarsk. Els kotxs van ser emprats per explorar els rius i la costa de Sibèria per hormes com Kurochkin, Perfilyev i Dezhnev.

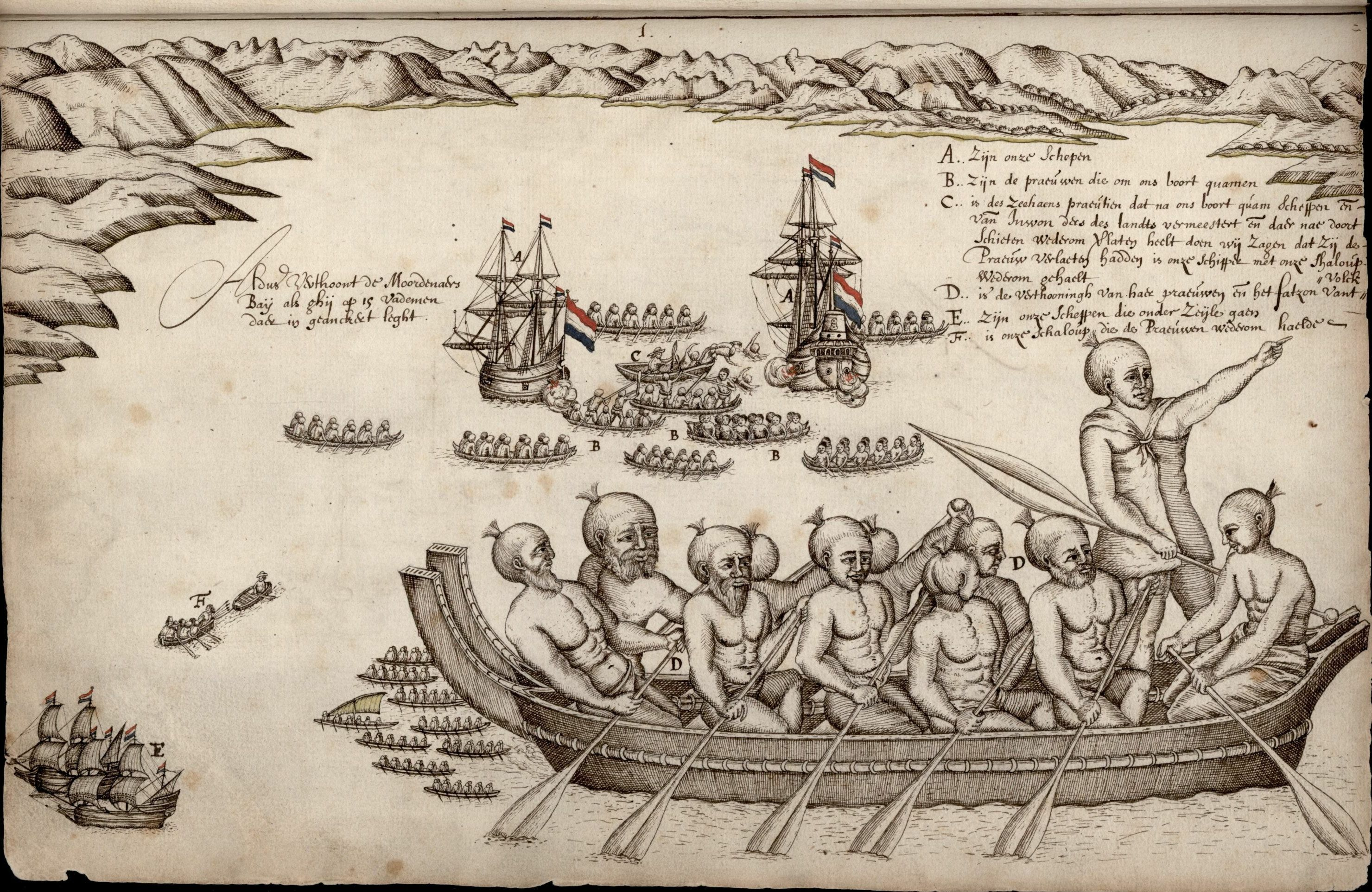
"Murderers' Bay", a l'illa del Sud de Nova Zelanda, on diversos dels homes de Tasman van ser assassinats pels maoris el desembre 1642.

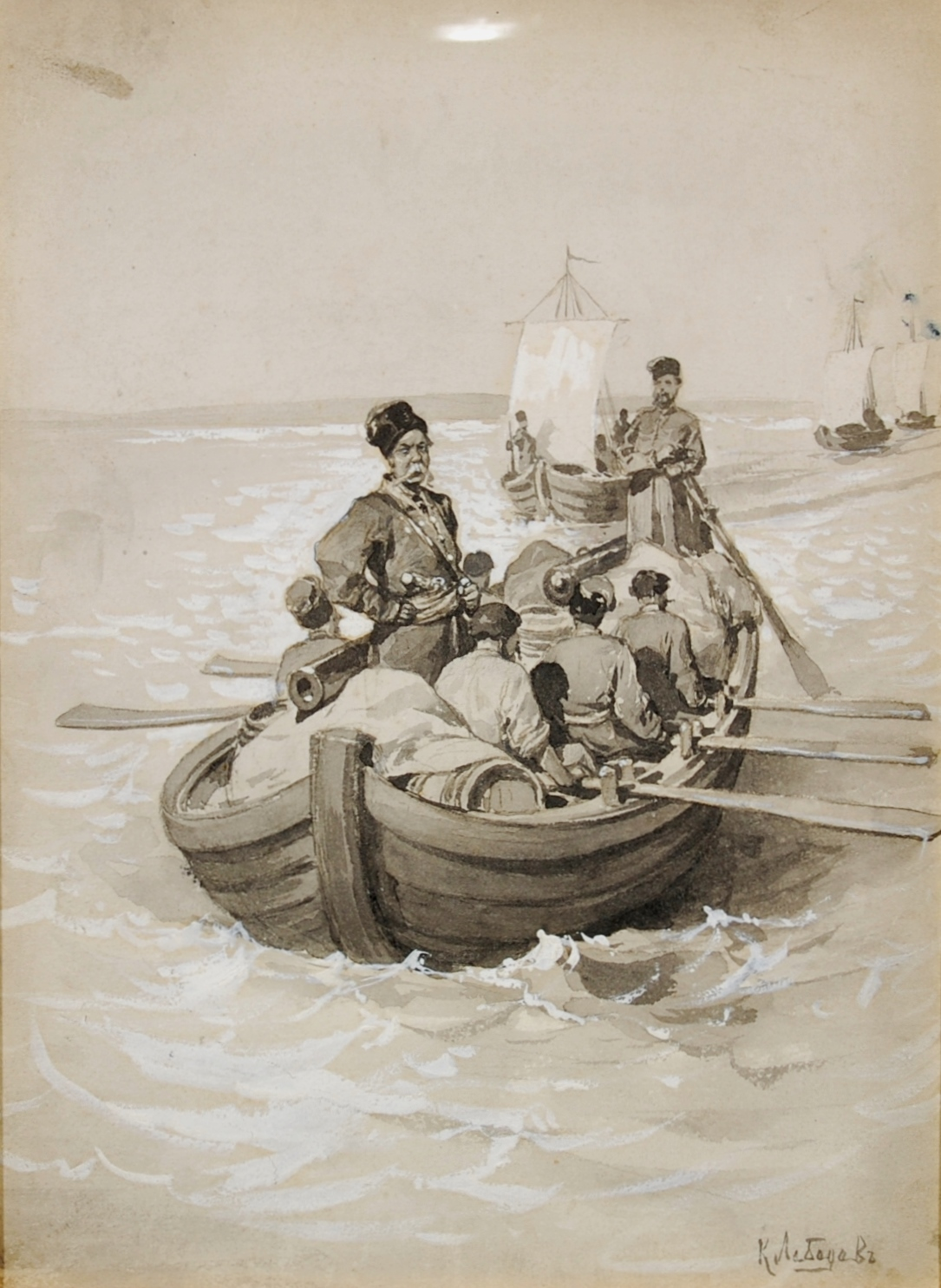
L'expedició de Semion Dejniov per Klavdi Lébedev

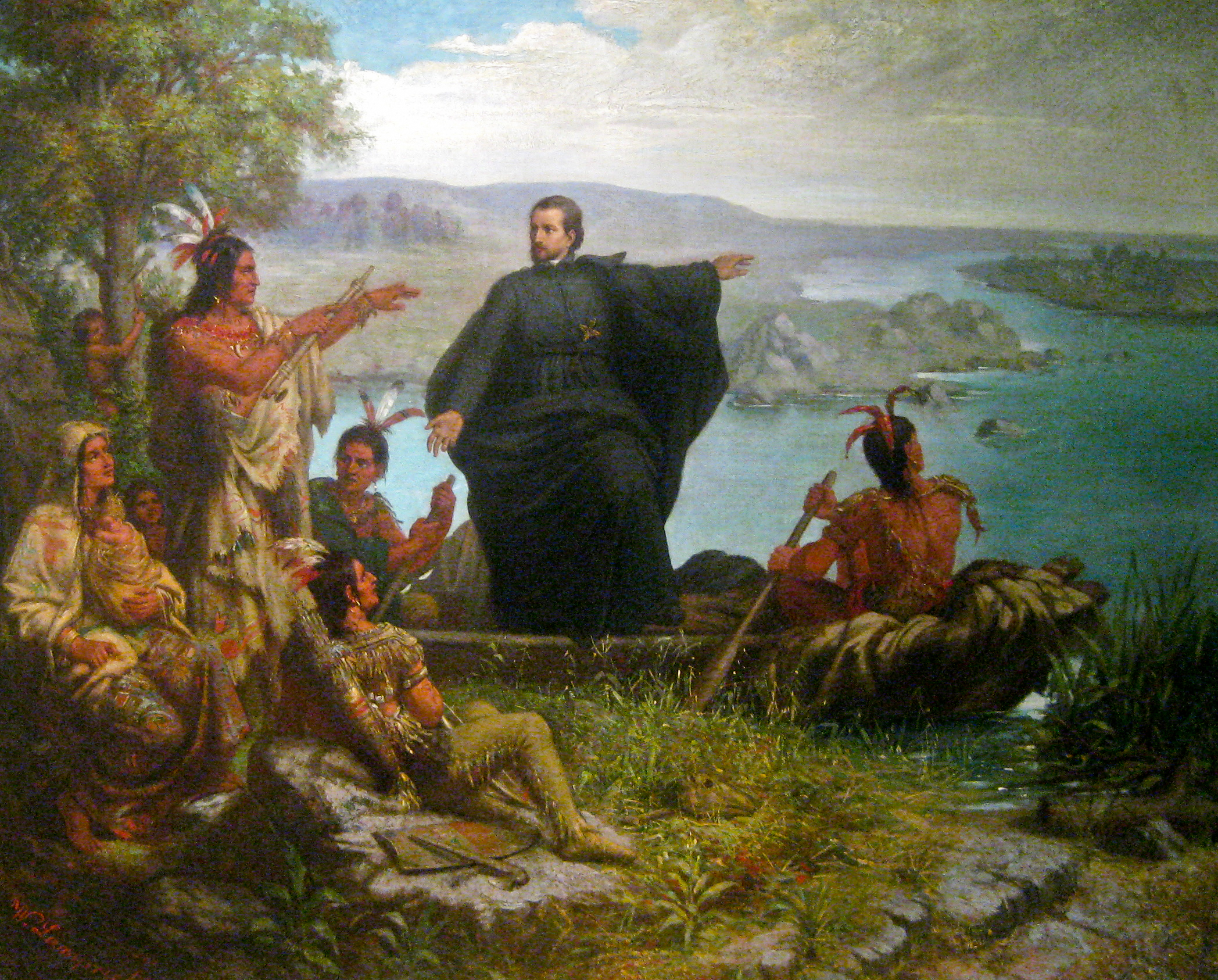
Pere Marquette i els Indis al riu Mississipi, oli pintant (1869) per Wilhelm Lamprecht (1838–1906), a Marquette University.

1600 – 1601El príncep Miron Shakhovskoi i D. Khripunov baixen per l'Obi fins al golf de l'Obi i remunten el riu Taz, creant l'ostrog de Mangazeia.
1602 – 1606Bento de Góis viatja per terra des de l'Índia fins a la Xina, tot travessant l'Afganistan i el Pamir.
1605Els kets ajuden a remuntar el riu Ket, creuant fins al Ienissei, i baixant fins a la seva confluència amb el Sim.
1606Willem Janszoon descobreix Austràlia a la desembocadura del riu Pennefather, a la costa occidental de la península del Cap York, tot explorant la costa des de l'illa de Badu fins al sud de Cap Keerweer(13° 58′ S).
1606Pedro Fernández de Quirós descobreix Espiritu Santo, l'illa més gran del que avui és Vanuatu.
1606Luís Vaz de Torres navega per l'estret que ara porta el seu nom.
1607Promyshlenniki de Mangazeia i comerciants arriben al baix Ienissei, fundant Turukhansk, i remuntant el Tunguska inferior, mentre els kets ajuden a remuntar el Ienissei fins a l'Angarà, que també remunten.
1607Henry Hudson segueix la costa est de Groenlàndia, a la qual anomena "Hold-with-Hope" (al voltant dels 73° N).
1608Samuel de Champlain funda la primera colònia francesa a Amèrica del Nord, Quebec.
1609Hudson condueix el Halve Maen pel riu Hudson aigües amunt fins a l'actual Albany.
1610Étienne Brûlé remunta el riu Ottawa fins a arribar al llac Nipissing i la badia georgiana, al llac Huron.
1610Kondratiy Kurochkin condueix una expedició, navegant en un kotx, des de Turukhansk fins a la desembocadura del Ienissei i cap a l'est, fins a la desembocadura del Piasina, a la Península de Taimir.
1610Un destacament procedent de Mangazeia remunta 640 km més del Ienissei, fins a la confluència amb el Sim.
1610 – 1611Hudson navega a través de l'estret de Hudson fins a la badia de Hudson, on passa l'hivern a la badia de James.
1611Homes de Mangazeia arriben al riu Khatanga.
1612 – 1613Thomas Button és el primer a explorar la costa oest de la badia de Hudson, passant l'hivern a la desembocadura del riu Nelson; alhora que descobria l'illa de Coats i Southampton.
1614Baleners descobreixen Jan Mayen.
- 1614: Joris van Spilberg, almirall holandès realitza una expedició a l'estret de Magallanes.
- 1616: Willem Schouten descobreix el Cap d'Hornos.
- 1619: Expedició García de Nodal. Els germans Bartomeu i Gonzalo García de Nodal van realitzar una exploració de la regió del cap d'Hornos i l'estret de Magallanes. Van ser els primers a circumnavegar l'illa Gran de Terra del Foc.
- 1638-1668: El comerciant Jean-Baptiste Tavernier fa sis viatges a Orient, la major part a l'Índia, alguns per compte de Lluís XIV
- 1642-1643: Abel Tasman descobreix Tasmània, Nova Zelanda, les illes de Tonga i Illes Fiji.
- 1659-1679: Robert Knox és presoner a l'illa de Ceilan durant 20 anys. En tornar a Anglaterra, descriu l'illa, els seus habitants i els seus productes.
- 1670: John Narborough efectua aixecament hidrogràfic de l'estret de Magallanes.
- 1681-1682: part del Quebec, René Robert Cavalier, sieur de La Salle i baixa pel Mississipi fins a la desembocadura.
- 1689: John Strong, marí anglès. Expedició a l'Estret de Magallanes. La seva collita de plantes natives va donar inici a la col·lecció botànica del Museu Britànic.
- 1699: Jacques Beauchesne-Gouin, expedició a l'estret de Magallanes.

### Segle XVIII
- 1706: Joseph Danycan, comerciant francès fa expedició a Estret de Magallanes.
- 1708: Wooden Rogers, marí anglès expedició a l'Estret de Magallanes.
- 1719: John Clipperton, marí anglès, comissió hidrogràfica l'Estret de Magallanes.
- 1722: Jacob Roggeween, marí neerlandès descobreix l'Illa de Pasqua.
- 1741: Descobriment per Vitus Bering de l'estret que porta el seu nom.
- 1764: John Byron, expedició a Estret de Magallanes.
- 1765: Louis Antoine de Bougainville expedició illes Malvines i Estret de Magallanes.
- 1766: Samuel Wallis i Phillip Carteret expedició hidrogràfica l'Estret de Magallanes.
- 1766-1769: Louis Antoine de Bougainville Volta al món.
- 1768-1779: Viatges de James Cook en particular per l'Oceà Pacífic
  - 1768-1771: Primer viatge
  - 1772-1775: Segon viatge
  - 1776-1779: Tercer viatge
- 1769: Manuel Pando, marí espanyol en comissió a l'Estret de Magallanes per evangelitzar als nadius.
- 1785: Antonio Córdoba Llaç de la Vega, marí espanyol en comissió hidrogràfica l'Estret de Magallanes.
- 1785-1788: Viatge de Jean-François de La Pérouse per l'oceà Pacífic (descobriment de l'estret de la Pérouse)
- 1788: Antonio Córdoba Llaç de la Vega, comissió hidrogràfica l'Estret de Magallanes.
- 1789-1794: Expedició Malaspina per Amèrica i diverses illes del Pacífic.
- 1795: Expedició de Mungo Park sobre els rius Senegal i Níger

## Exploració i conquesta mundial

### Seglexix
- 1799-1804: Expedicions de Alexander von Humboldt a Sud-amèrica.
- 1804-1806: Expedició de Meriwether Lewis i William Clark per l'oest Americà.
- 1826-1828: Phillip Parker King i Pringle Stokes, comissió hidrogràfica Rio de la Plata fins a Chiloé. Con sud d'Amèrica.
- 1828-1830: Parker King i Robert Fitz Roy continuen comissió con sud d'Amèrica.
- 1828: Solo i disfressat com musulmà, René Caillié entra en Tombuctú.
- 1831-1836: Robert Fitz Roy continua treballs hidrogràfics a Sud-amèrica. Porta a bord a Charles Darwin. Completa la volta al món en cinc anys.
- 1838-1842: La Marina dels Estats Units realitza l'Expedició d'exploració dels Estats Units, comandada per Charles Wilkes.
- 1840: Jules Dumont d'Urville explora el litoral de la Terra Adèlia a l'Antàrtida.
- 1843: Juan Guillermo, marí xilè pren possessió de l'Estret de Magallanes i funda poblat Fort Bulnes.
- 1846: El missioner catòlic Évariste Régis Huc (el «Pare Huc») és el primer europeu que entra a Lhasa.
- 1849-1856: Expedició de Heinrich Barth a l'Àfrica, de la Mediterrània fins al Txad, per la vall del riu Níger, i Tombuctú.
- 1852-1856: Exploració de l'Àfrica austral per David Livingstone, primer europeu que va veure les fonts del Zambeze, el 1855.
- 1853: Richard Francis Burton és el primer europeu que entra a la Meca i Medina, disfressat de pergrino musulmà.
- 1858-1864: Segona expedició de Livingstone a l'Àfrica austral.
- 1859-1861: Travessia de l'Sàhara per Henri Duveyrier.
- 1860-1863: Expedició de John Speke, que descobreix el llac Victòria.
- 1866-1869: Richard C. Mayne, marí anglès fa aixecaments hidrogràfics a l'Estret de Magallanes.
- 1866-1868: Expedició de Francis Garnier pel riu Mekong.
- 1874: Enric Simpson, marí xilè inicia els treballs hidrogràfics a la zona de l'Estret de Magallanes i Cap d'Hornos per part de l'Armada de Xile.
- 1879-1882: Expedició de Pierre Savorgnan de Brazza al Congo.

### Segle XX
- 1909: Robert Peary arriba al pol Nord.
- 1911: Roald Amundsen arriba al pol Sud (Expedició Amundsen)
- 1924-1925: Raid automobilístic "Croisière noire" a l'Àfrica.
- 1931-1932: Raid automobilístic "Croisière jaune" a Àsia.
- 1950: Maurice Herzog i Louis Lachenal conquereixen el cim de l'Annapurna, primer 8.000 escalat.
- 1953: Edmund Hillary i Tenzing Norgay arriben a la cimera de la muntanya Everest.
- 1960: Auguste Piccard arriba amb un batiscaf al fons de la fossa de les Marianes.
- 1961: Iuri Gagarin és el primer home en l'espai.
- 1968: Vol de la missió Apolo 8: primers homes que surten de la zona d'atracció terrestre i veuen la cara oculta de la Lluna.
- 1969: Primers homes a la Lluna (Neil Armstrong i Buzz Aldrin).